# Páiko
Le Páiko (en grec moderne : Πάικο) est un massif montagneux de Grèce dont le sommet culmine à 1 650 mètres d'altitude. Il se situe entre le district régional de Kilkís et celui de Pella.

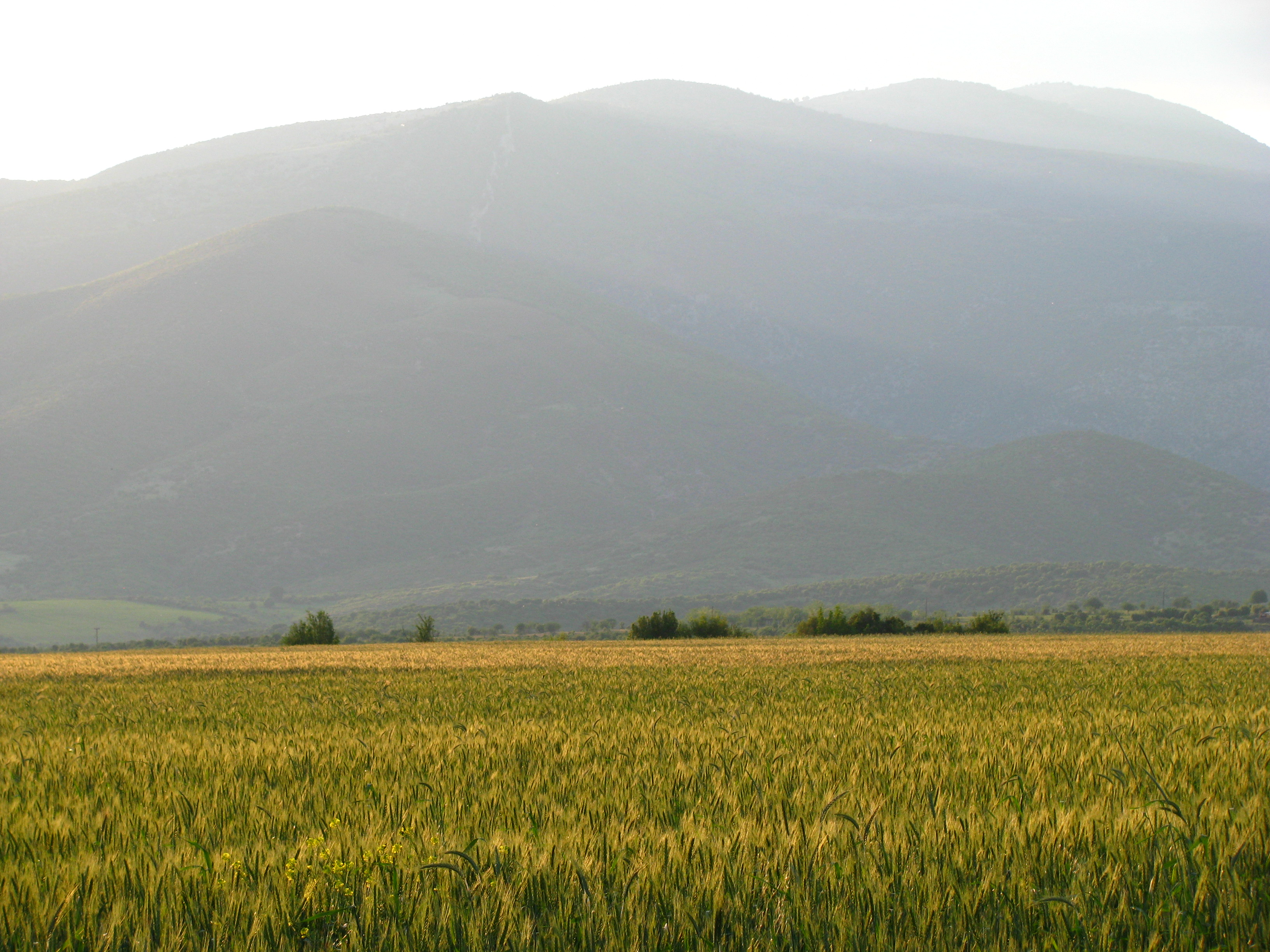
Vue du mont Páiko.